# Muzeum Etnograficzne im. Marii Znamierowskiej-Prüfferowej w Toruniu
Muzeum Etnograficzne im. Marii Znamierowskiej-Prüfferowej w Toruniu – muzeum etnograficzne założone w 1959 roku z inicjatywy Marii Znamierowskiej-Prüfferowej w Toruniu. Zajmuje się działalnością edukacyjną, wydawniczą, organizuje kiermasze sztuki ludowej oraz koncerty muzyki tradycyjnej. W 2019 roku posiadało ok. 68 tys. obiektów z całej Polski.

## Historia
W latach 1946–1958 w Muzeum Miejskim w Toruniu (od 1950 roku Muzeum Państwowego) istniał Dział Etnograficzny, kierowany przez Marię Znamierowską-Prüfferową. W 1948 roku została otwarta pierwsza wystawa stała w Dziale Etnograficznym. 17 kwietnia 1953 roku Miejska Rada Narodowa wydała uchwałę o potrzebie utworzenia Muzeum Etnograficznego w Toruniu. Muzeum miało mieścić się w budynku dawnego arsenału artyleryjskiego Twierdzy Toruń, pozyskanym w 1956 roku. Budynek remontowano w latach 1956–1959. 6 kwietnia 1957 roku powstał Społeczny Komitet Budowy Muzeum Etnograficznego w Toruniu. Na jego bazie w 1964 roku powstało Towarzystwo Przyjaciół Muzeum Etnograficznego w Toruniu.
W latach 1958–1961 wybudowano pawilon wystawienniczo-administracyjny (tak zwany nowy gmach). Muzeum powstało 1 stycznia 1959 roku. Jego działalność obejmowało Polskę Północną. Liczba zbiorów na początku 1959 roku wynosiła 5165 obiektów. Uroczysta inauguracja prac Muzeum Etnograficznego nastąpiła 17 kwietnia 1959 roku.
W 1960 roku w Arsenale została otwarta stała wystawa pt. Kultura materialna Północnej Polski. W 1961 roku Muzeum pozyskało schron. Był on użytkowany do 1972 roku, kiedy to zapadła decyzja o jego rozbiórce. W latach 1961–1964 przeprowadzono remont i adaptację XIX-wiecznego budynku pofortecznego, w którym umieszczono pracownie konserwatorskie i stolarskie. W 1961 roku oddano do użytku pawilon wystawienniczy. Pierwsza stała wystawa w niej była poświęcona tradycyjnemu rybołówstwu ludowemu w Polsce.
W 1966 roku rozpoczęto pracę nad utworzeniem skansenu przymuzealnego. W następnym roku zaprojektowano skansen wiślany przy ul. Winnica, jednak projekt nie wszedł w życie. W 1968 roku Muzeum kupiło zabytkową zagrodę w Kaszczorku z przeznaczeniem na skansen, według projektu Marii Znamierowskiej-Prüfferowej. W 1969 roku oddano dla zwiedzających Park Etnograficzny. W tym samym roku odbył się Ogólnopolski Zjazd Polskiego Towarzystwa Ludoznawczego. W 1972 roku Muzeum pozyskało budynek spichrza przy ul. Rabiańskiej 19. 30 grudnia 1972 roku dyrektor Muzeum Maria Znamierowska-Prüfferowa przeszła na emeryturę. Nowym dyrektorem Muzeum został Aleksander Błachowski. Pod koniec 1972 roku liczba zbiorów wyniosła 13 412 obiektów. W 1980 roku w wyremontowanym i adaptowanym na cele muzealne budynku przy ul. Rabiańskiej 19 rozpoczęła działalność pracownia i magazyn zbiorów Działu Sztuki Ludowej i Działu Folkloru. W tym samym roku na mocy nowego statutu Muzeum Etnograficzne w Toruniu objęło swoim zasięgiem działania całą Polskę. 1 kwietnia 1980 roku nowym dyrektorem Muzeum został Roman Tubaja. W 1983 roku Muzeum pozyskało kolejny spichlerz przy ul. Rabiańskiej.
W latach 1985–1988 przeniesiono i zrekonstruowano 18 obiektów architektonicznych w Parku Etnograficznym w Kaszczorku. W latach 1986–1988 na dziedzińcu Muzeum wybudowano amfiteatr. Został on oddany do użytku rok później. W 1990 roku w Arsenale wybuchł pożar.
20 sierpnia 1990 roku zmarła założycielka Muzeum Maria Znamierowska-Prüfferowa. 15 grudnia 1999 roku Muzeum nadano imię Marii Znamierowskiej-Prüfferowej.
W 2007 roku liczba zbiorów Muzeum wyniosło ok. 60 tys. obiektów. W wyniku ujawnionego przez Gazetę Pomorską fałszowania dokumentacji w sprawie dotacji na Rocznik Muzeum z Urzędu Marszałkowskiego, w 2008 roku dyrektor Muzeum Roman Tubaja utracił stanowisko dyrektora. Nowym dyrektorem Muzeum został Hubert Czachowski.
W 2018 roku w Wielkiej Nieszawce został otwarty nowy oddział Muzeum: Olenderski Park Etnograficzny. 12 grudnia 2019 roku Muzeum otrzymało Medal „Thorunium”. W 2021 roku zmarli dwaj dawni dyrektorzy Muzeum: Aleksander Błachowski (22 stycznia) i Roman Tubaja (17 kwietnia).

## Parki Etnograficzne

### Park Etnograficzny w centrum Torunia
Park Etnograficzny został oddany dla zwiedzających w 1969 roku. Znajduje się on w pobliżu średniowiecznego centrum. Zajmuje on powierzchnię 1,7 ha. W Parku prezentowane jest 19 obiektów architektury wiejskiej, pochodzących z Polski Północnej: Borów Tucholskich, Kaszub, Kociewia, Kujaw, Ziemi chełmińskiej i dobrzyńskiej, a także 49 obiektów małej architektury. Pierwszą częścią dostępną dla zwiedzających była zagroda kujawska. Zagrodę kaszubską i tucholską otworzono w 1974 roku. W 1991 roku została otwarta chałupa ze Skórzenna, chaty z Lasek, barka rybacka i młyn wodny ze Stryg. Zagroda kujawska została dwukrotnie zniszczona w wyniku pożaru. Pierwszy pożar miał miejsce 30 kwietnia 2004 roku. Rok później spłonęła zrekonstruowana stodoła i obory glinianki.

### Park Etnograficzny w Kaszczorku
W Kaszczorku znajduje się park etnograficzny, gdzie jest prezentowane budownictwo ludowe ziemi chełmińskiej oraz obiektów architektury związanych z rybołówstwem, pochodzące z Fordonu i toruńskiej Winnicy. Znajduje się on na terenie istniejącej dawniej zagrody, należącej do wielopokoleniowej rodziny rybacko-rolniczej. Najważniejszym obiektem w parku jest drewniana chata z końca XVIII wieku.

### Olenderski Park Etnograficzny
Olenderski Park Etnograficzny w Wielkiej Nieszawce jest pierwszym polskim skansenem poświęconym osadnikom olenderskim. Park odtwarza fragment krajobrazu kulturalnego wsi nadwiślańskiej z przełomu XIX i XX wieku. Zajmuje powierzchnię ponad 5 ha. Składa się z trzech pełnych zagród składających się z sześciu zabytkowych budynków mieszkalnych i gospodarczych. Powstały one na przełomie XVIII i XIX wieku, pierwotnie znajdowały się na obszarze Doliny Dolnej Wisły.
W Olenderskim Parku Etnograficznym znajdują się:
- zagroda z Kaniczek pochodząca z 1757 roku. Data budowy, inicjały budowniczego i właściciela domu są umieszczone na froncie wystawki podcieniowej wspartej na czterech słupach. Jest to jeden z ostatnich podcieniowych domów z obszaru Doliny Dolnej Wisły. Część mieszkalną wzniesiono w konstrukcji wieńcowej, natomiast część inwentarską wymurowano z cegły. We wnętrzu głównej izby na jednej ze ścian zachowała się tapeta z dekoracyjnym wzorem z 1910 roku W obrębie siedliska znajdują się dodatkowe budynki gospodarcze: stodoła z Wielkiego Wełcza z 1841 roku i trójkondygnacyjny spichlerz z Wielkiego Zajączkowa z początku XIX wieku, a także dom dla pracowników rolnych z Mątowskich Pastwisk z 1827 roku, jedyny zachowany przykład drewnianego domu robotniczego[9];
- zagroda z Niedźwiedzia – pochodzi z lat 90. XVIII wieku. Jest przykładem jednobudynkowej zagrody liniowej[9];
- zagroda z Gutowa – pochodzi prawdopodobnie z przełomu XVIII i XIX wieku[9];
- cmentarz menonicki – znajdujący się w północno-zachodniej części Parku. Zmarłych wyznania menonickiego i ewangelickiego, chowano co najmniej od początku XIX wieku do 1945 roku. Cmentarz uporządkowano w 2015 roku[9].

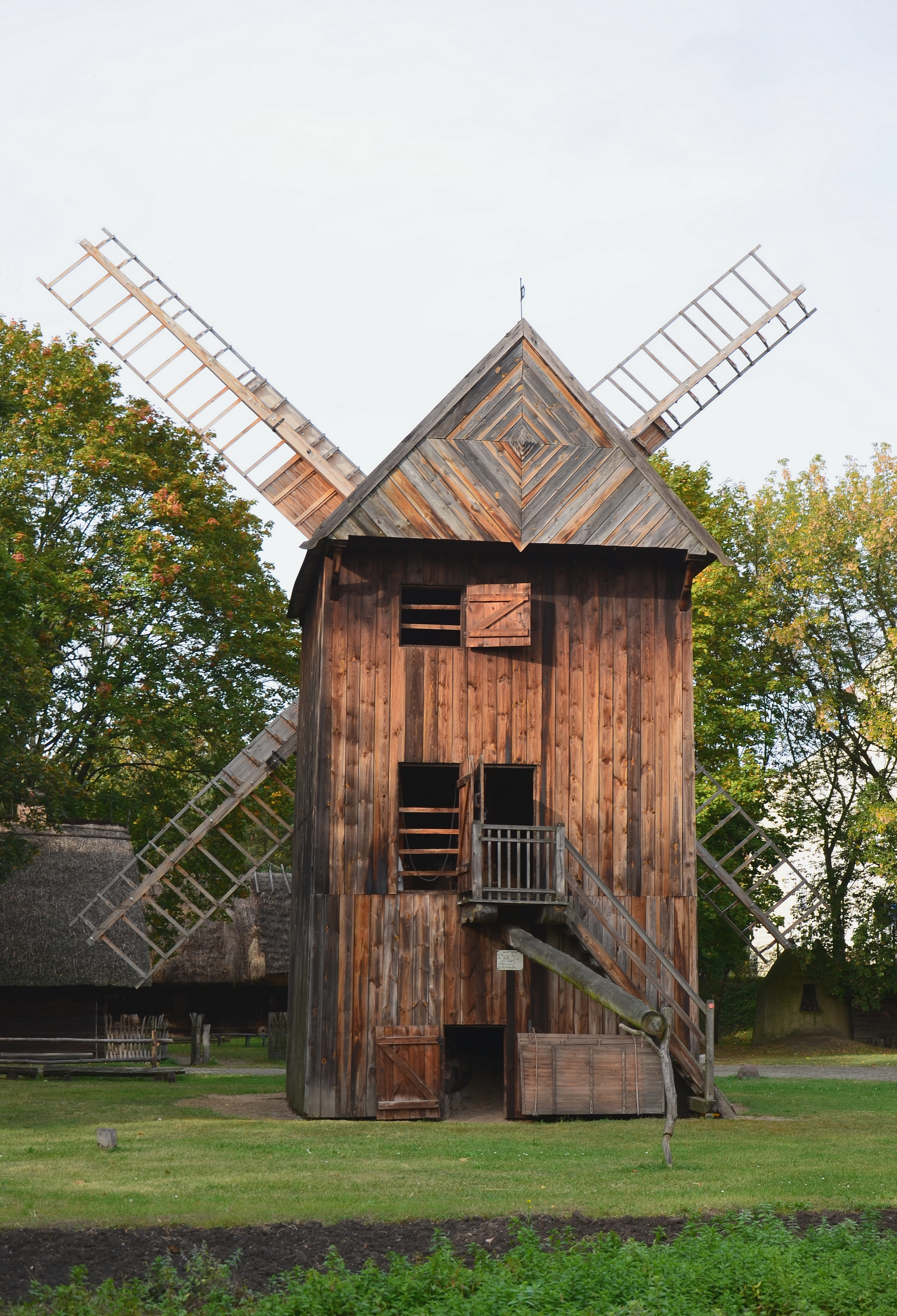
Wiatrak w Parku Etnograficznym w centrum miasta
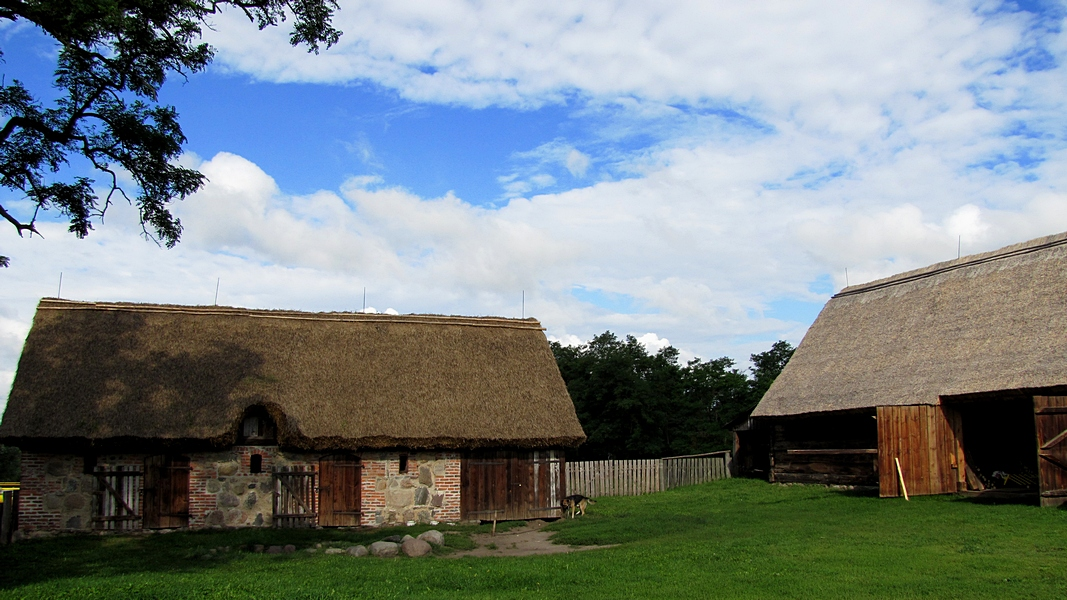
Park Etnograficzny w Kaszczorku
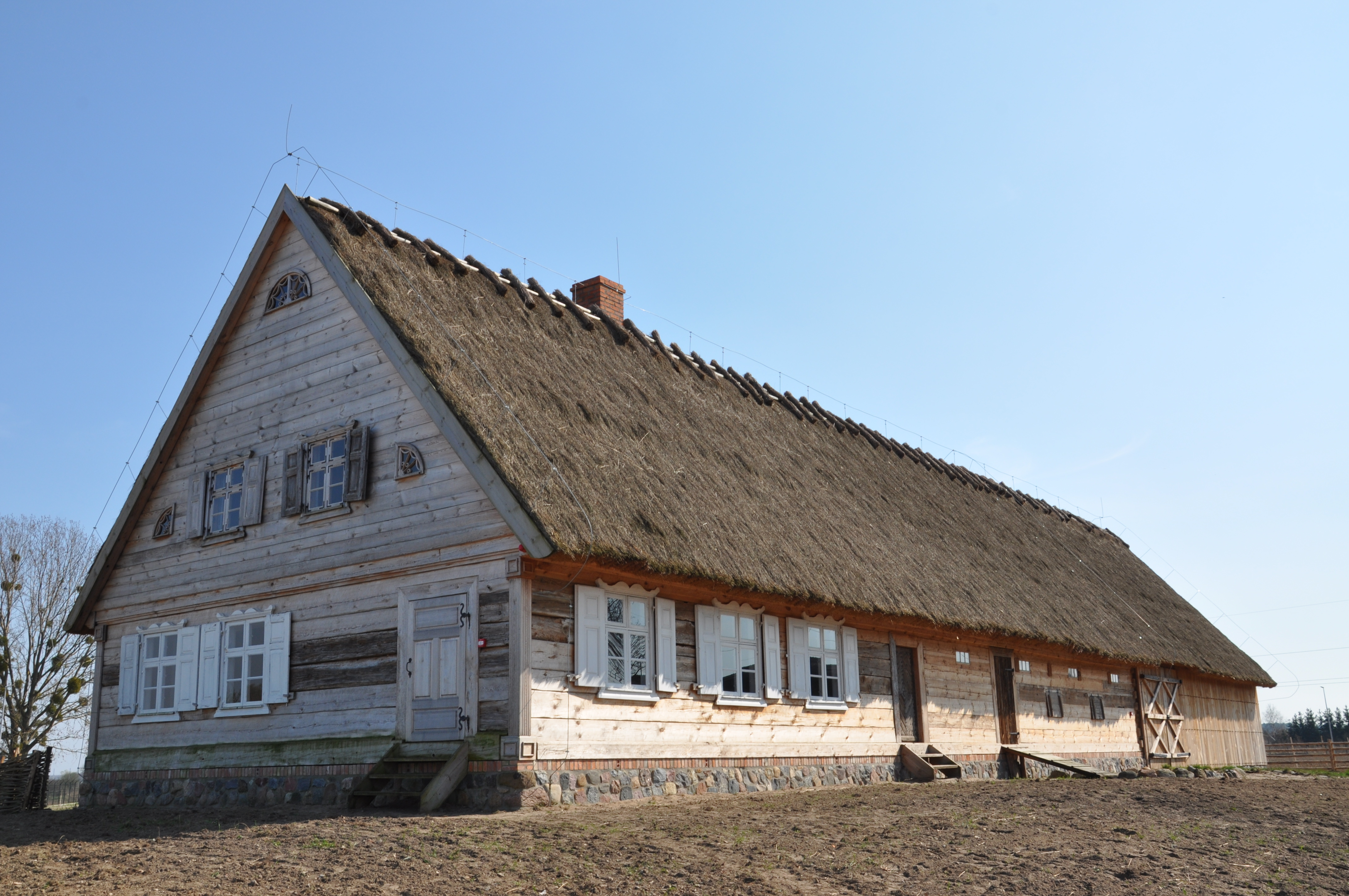
Zagroda w Olenderskim Parku Etnograficznym

## Biblioteka
Na terenie Muzeum mieści się biblioteka licząca ok. 18 tys. woluminów poświęconych etnologii, antropologii, etnografii polskiej i obcej, historii, historii sztuki, kulturoznawstwa, archeologii, muzealnictwa i socjologii, a także encyklopedie, mapy, słowniki i bibliografie i zbiory specjalistycznych czasopism. Zbiory są udostępnianie na miejscu w czytelni.

## Festiwal Antropologii Wizualnej Aspekty
Muzeum Etnograficzne im. Marii Znamierowskiej-Prüfferowej oraz toruńska Fundacja Emic organizuje Festiwal Antropologii Wizualnej Aspekty. Celem festiwalu jest promocja i prezentacja filmów dokumentalnych poświęconych antropologii wizualnej. Partnerem Festiwalu jest Polskie Towarzystwo Ludoznawcze Oddział w Toruniu. W maju 2010 roku Festiwal włączono do Europejskiej Sieci Festiwali Antropologicznych CAFFE (Coordinating Anthropological Film Festivals in Europe).

## Dyrektorzy
- prof. Maria Znamierowska-Prüfferowa (1959–1972)[2]
- mgr Aleksander Błachowski (1972–1980)[2]
- mgr Roman Tubaja (1980–2008)[2]
- dr Hubert Czachowski (od 2008)[2]